# 流町 (大阪市)
流町（ながれまち）は、大阪府大阪市平野区にある町名。現行行政地名は流町一丁目から流町四丁目。

## 地理
平野区の西部に位置し、東に平野南、西に平野西、南に喜連、北に平野本町と接している。

## 歴史

### 沿革
- 1883年（明治16年）、大阪府住吉郡平野郷町より、平野流町分立。
- 1889年（明治22年）、町村制の施行により、平野郷町の大字となる。
- 1896年（明治29年）、郡の統廃合により、東成郡の所属となる。
- 1925年（大正14年）、大阪市に編入され、大阪府東成郡平野郷町大字平野流は、大阪市住吉区平野流町となる。
- 1943年（昭和18年）、分区が実施され、大阪市東住吉区平野流町となる。
- 1974年（昭和49年）、大阪市東住吉区平野流町・今林町・喜連町・平野野堂町の各一部より、平野区流町1 - 4丁目成立。

## 世帯数と人口
2024年（令和6年）9月30日現在（大阪市発表）の世帯数と人口は以下の通りである。
| 丁目       | 世帯数    | 人口    |
| ---------- | --------- | ------- |
| 流町一丁目 | 519世帯   | 891人   |
| 流町二丁目 | 143世帯   | 282人   |
| 流町三丁目 | 814世帯   | 1,530人 |
| 流町四丁目 | 483世帯   | 975人   |
| 計         | 1,959世帯 | 3,678人 |

### 人口の変遷
国勢調査による人口の推移。
| 1995年（平成7年）  | 4,029人 | [ 5 ]  |  |
| 2000年（平成12年） | 4,151人 | [ 6 ]  |  |
| 2005年（平成17年） | 4,009人 | [ 7 ]  |  |
| 2010年（平成22年） | 3,952人 | [ 8 ]  |  |
| 2015年（平成27年） | 3,700人 | [ 9 ]  |  |
| 2020年（令和2年）  | 3,642人 | [ 10 ] |  |

### 世帯数の変遷
国勢調査による世帯数の推移。
| 1995年（平成7年）  | 1,656世帯 | [ 5 ]  |  |
| 2000年（平成12年） | 1,763世帯 | [ 6 ]  |  |
| 2005年（平成17年） | 1,686世帯 | [ 7 ]  |  |
| 2010年（平成22年） | 1,690世帯 | [ 8 ]  |  |
| 2015年（平成27年） | 1,676世帯 | [ 9 ]  |  |
| 2020年（令和2年）  | 1,784世帯 | [ 10 ] |  |

## 学区
市立小・中学校に通う場合、学区は以下の通りとなる。なお、小学校・中学校入学時に学校選択制度を導入しており、通学区域以外に通学区域に隣接している小学校・平野区内にある中学校から選択することも可能。
| 丁目       | 番                            | 小学校               | 中学校             |
| ---------- | ----------------------------- | -------------------- | ------------------ |
| 流町一丁目 | 1～5番 6番1～17号 6番25～79号 | 大阪市立平野西小学校 | 大阪市立平野中学校 |
| 流町一丁目 | 6番18～24号 7～12番           | 大阪市立平野南小学校 | 大阪市立摂陽中学校 |
| 流町二丁目 | 1番1～33号 1番50～82号        | 大阪市立平野西小学校 | 大阪市立平野中学校 |
| 流町二丁目 | 1番34～49号                   | 大阪市立平野南小学校 | 大阪市立摂陽中学校 |
| 流町三丁目 | 全域                          | 大阪市立平野南小学校 | 大阪市立摂陽中学校 |
| 流町四丁目 | 全域                          | 大阪市立平野南小学校 | 大阪市立摂陽中学校 |

## 事業所
2021年（令和3年）現在の経済センサス調査による事業所数と従業員数は以下の通りである。
| 丁目       | 事業所数  | 従業員数 |
| ---------- | --------- | -------- |
| 流町一丁目 | 52事業所  | 349人    |
| 流町二丁目 | 13事業所  | 187人    |
| 流町三丁目 | 72事業所  | 285人    |
| 流町四丁目 | 45事業所  | 583人    |
| 計         | 182事業所 | 1,404人  |

## 交通

### バス
2020年現在
- 大阪シティバス[14]
  - 3・73号：地下鉄平野 - 流町
  - 30号系統：平野南口 - 流町 - 地下鉄平野

### 道路
- 大阪府道186号大阪羽曳野線

## 施設
- 大阪教育大学附属高等学校平野校舎
- 大阪教育大学附属平野中学校
- 大阪教育大学附属平野小学校
- 大阪教育大学附属幼稚園
- 常磐会短期大学付属常磐会幼稚園[15]
- 三菱UFJ銀行 平野南口支店[16]
- 南都銀行 平野支店[17]

## その他

### 日本郵便
- 〒547-0032[3]（集配局：平野郵便局[18]）